# Зайцевське сільське поселення (Котельницький район)
За́йцевське сільське поселення (рос. Зайцевское сельское поселение) — адміністративна одиниця у складі Котельницького району Кіровської області Росії. Адміністративний центр поселення — присілок Зайцеви.

## Історія
Станом на 2002 рік на території сучасного поселення існували такі адміністративні одиниці:
- Зайцевський сільський округ (селища 862 км, Восток, Даровиця, присілки Єкименки, Зайцеви, Косолапови, Шуміленки, Ярушникови)

Поселення було утворене згідно із законом Кіровської області від 7 грудня 2004 року № 284-ЗО у рамках муніципальної реформи шляхом перетворення Зайцевського сільського округу.

## Населення
Населення поселення становить 574 особи (2017; 597 у 2016, 610 у 2015, 599 у 2014, 606 у 2013, 615 у 2012, 626 у 2010, 747 у 2002).

## Склад
До складу поселення входять 7 населених пунктів:
| Населений пункт      | Населення, осіб (2002) | Населення, осіб (2010) |
| -------------------- | ---------------------- | ---------------------- |
| 862 км, селище       | 0                      | -                      |
| Восток, селище       | 201                    | 160                    |
| Даровиця, селище     | 24                     | 10                     |
| Зайцеви, присілок    | 486                    | 436                    |
| Єкименки, присілок   | 2                      | 2                      |
| Косолапови, присілок | 0                      | 0                      |
| Шуміленки, присілок  | 34                     | 17                     |
| Ярушникови, присілок | 0                      | 1                      |